# Dinaro

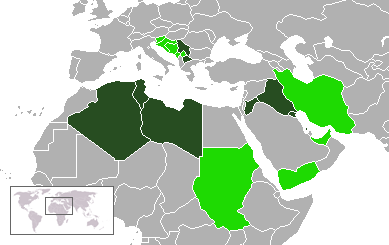
Mappa che mostra i paesi in cui circola (verde scuro) o ha circolato il dinaro (verde chiaro)

Il dinaro è, o è stato, la valuta di numerosi paesi. Nella maggior parte dei casi si tratta di paesi in territori un tempo sotto il governo dell'impero ottomano; ciò si spiega con il fatto che il dinaro d'oro fu la valuta dell'impero per 13 secoli, molto più a lungo dell'attuale sistema monetario fondato sul dollaro. La parola "dinar" (دينار in arabo e farsi) deriva dal latino "denarius", una moneta in uso nella Roma antica.

## Valute correnti
- Dinaro algerino
- Dinaro del Bahrain
- Dirham degli Emirati Arabi Uniti
- Dinaro iracheno
- Dinaro giordano
- Dinaro kuwaitiano
- Dinaro libico
- Dinaro macedone
- Dirham marocchino
- Dinaro serbo (il Kosovo usa prevalentemente l'euro)
- Dinaro tunisino
- il dinaro è il centesimo del riyal iraniano

## Valute scomparse
- Dinaro della Bosnia ed Erzegovina
- Dinaro croato
- Dinaro aureo dell'Impero ottomano
- Dinaro jugoslavo
- Dinaro della Krajina
- Dinaro della Repubblica Serba
- Dinaro sudanese
- Dinaro yemenita